# Приморский океанариум
Примо́рский океана́риум (научно-образовательный комплекс, филиал Национального научного центра морской биологии ДВО РАН) — океанариум в городе Владивостоке. Расположен на острове Русский (полуостров Житкова). Открыт 6 сентября 2016 года.

## Описание
Главный корпус океанариума сделан похожим на белую раковину двустворчатого моллюска, высунувшуюся из синих морских вод. Он имеет общую площадь в 37 000 м². Там располагаются экспозиции и научные лаборатории. Кроме того, комплекс зданий «Приморский океанариум» включает: въездную и парковую зоны, научно-адаптационный корпус, зону инженерных сооружений и охраны памятников истории и культуры (оборонительные сооружения острова). В левом крыле океанариума располагается главный резервуар, с 70-метровым подводным туннелем для посетителей. В восточной расположен дельфинарий с ареной и трибунами для зрителей. Общий объём воды в океанариуме — почти 25 000 кубометров В главном корпусе установлено 135 аквариумов для 500 видов рыб и млекопитающих.
Генеральный проектировщик океанариума ОАО «Приморгражданпроект», субпроектировщик — тайваньская компания «Huang Green Country».
Теплоэлектроснабжение Приморского океанариума осуществляется от собственной мини-ТЭЦ.

## История
Открытие океанариума несколько раз откладывалось. Первоначально утверждалось, что он будет сдан к саммиту АТЭС 2012. Затем дату открытия перенесли на вторую половину 2013 года. К осени 2013 года коллекция океанариума была укомплектована уже на 60 %. На тот момент в неё входили в основном морские животные, пойманные в заливе Петра Великого, неподалёку от океанариума. В коллекции были морские млекопитающие: белухи, афалины, моржи, морские котики, сивучи и байкальские нерпы. Утверждалось, что к концу октября 2013 года строительство завершено уже на 80 %, но необходимо ещё смонтировать инженерное оборудование для обеспечения жизнедеятельности морских животных. Назывался предполагаемый срок открытия океанариума — сентябрь 2014 года, он был передвинут на лето 2015, но открытие так и не состоялось. Летом 2015 года на стройплощадке установили часы с обратным отсчётом, завершение строительно-монтажных работ было назначено на 1 сентября 2015 года, но открытие вновь не состоялось. Весной 2016 года начали переселять животных в демонстрационный корпус. В мае проведены первые тестовые экскурсии, а торжественное открытие океанариума для посетителей должно было состояться в июне 2016 года. Однако, в середине июня 2016 года было объявлено, что открытие снова переносится, теперь на начало сентября 2016 года. В начале сентября 2016 океанариум был открыт.
В 2011 году строящийся океанариум посещали первые лица России: Д. А. Медведев и В. В. Путин.
4 сентября 2015 года В. Путин вместе с губернатором Приморского края Владимиром Миклушевским, вице-премьером Госсовета КНР Ван Яном, членами китайской делегации и актёром Стивеном Сигалом посетил океанариум.
Официально открыт Президентом России Владимиром Путиным 3 сентября 2016 года. Для посетителей океанариум открыт с 6 сентября 2016 года.
1 ноября 2016 года океанариум закрылся до 20 декабря для проведения профилактических работ на технических системах комплекса.
С 20 декабря 2016 года океанариум работает со вторника по воскресенье, за исключением среды. В течение учебного года по средам океанариум работает только с организованными группами школьников. Для них запущена бесплатная программа «Урок в океанариуме».
За первые два года работы Приморский океанариум принял около миллиона посетителей, его гостями стали граждане более чем тридцати стран мира.
6 марта 2019 года в Приморском океанариуме родился детёныш пятнистого тюленя (ларги). Новорождённый получил имя Юпитер и стал во многом пионером: он первый представитель морских млекопитающих, появившийся на свет в Приморском океанариуме, и, главное, история Юпитера — первый в мире случай зачатия, вынашивания, рождения и выхаживания детёныша ларги в искусственных условиях.
В 2020 году впервые в российском океанариуме получено потомство зебровой акулы, увенчалась успехом программа по разведению гигантского осьминога, каракатицы сепиолы двурогой, «дизайнерских» амфиприонов. В июне в дельфинарии Приморского океанариума родился северный морской котик, названный Марио.
Летом 2022 года в океанариум поступили генетически модифицированные рыбы данио-рерио (Danio rerio), давшие впоследствии многоцветное потомство, которому передались гены флуоресценции.

## Инциденты
За семь лет работы у океанариума появилось собственное кладбище редких краснокнижных млекопитающих. Два десятка белух, дельфинов, каланов, моржей и нерп погибли при загадочных обстоятельствах. Причины смерти — внезапные инфекционные заболевания или несчастные случаи. 12 октября 2022 стало известно о гибели ещё одного питомца, погиб афалина Сэм.
В ходе прокурорской проверки 2022 года сотрудники ведомства нашли ряд серьёзных нарушений.

## Галерея

Экстерьеры и интерьеры океанариума
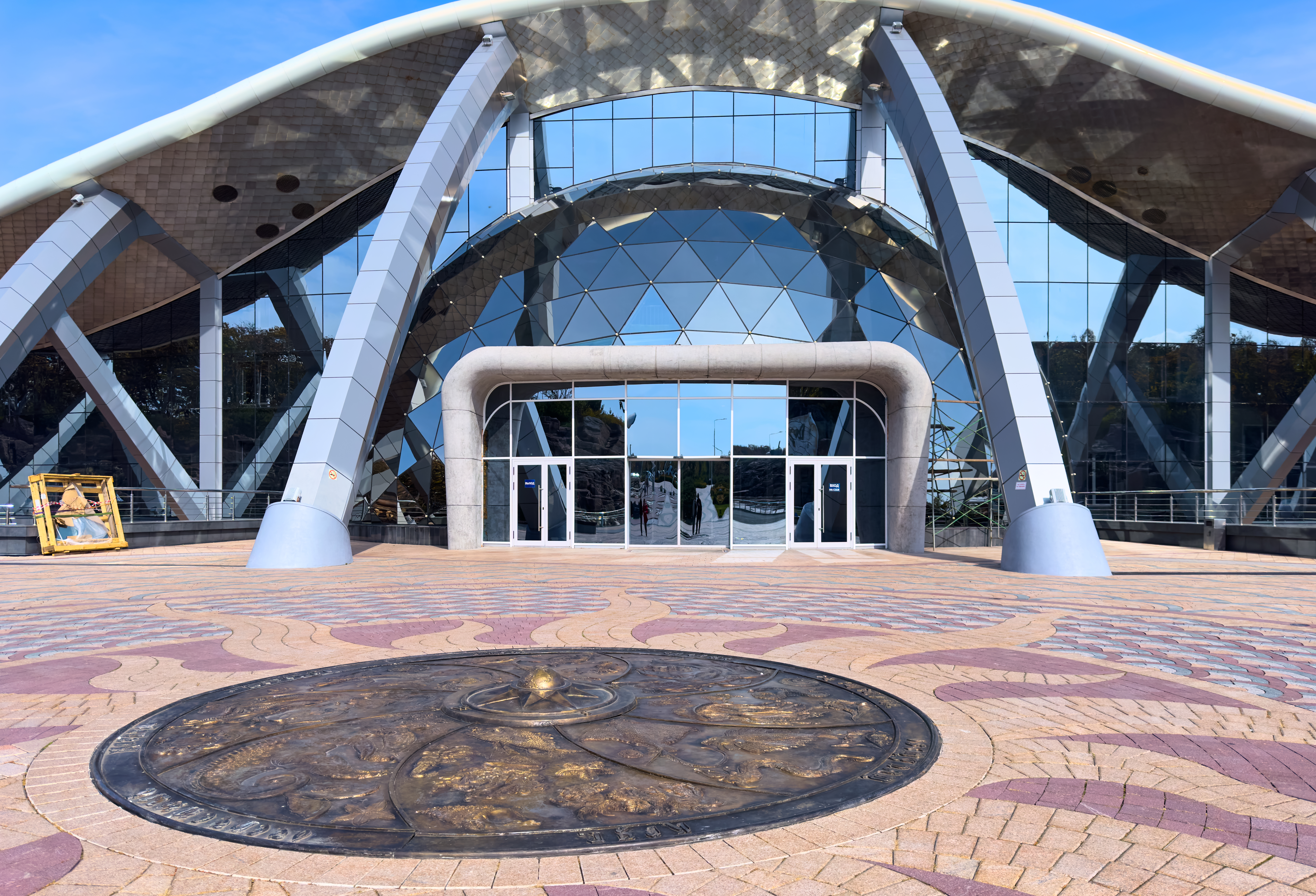
Главный вход
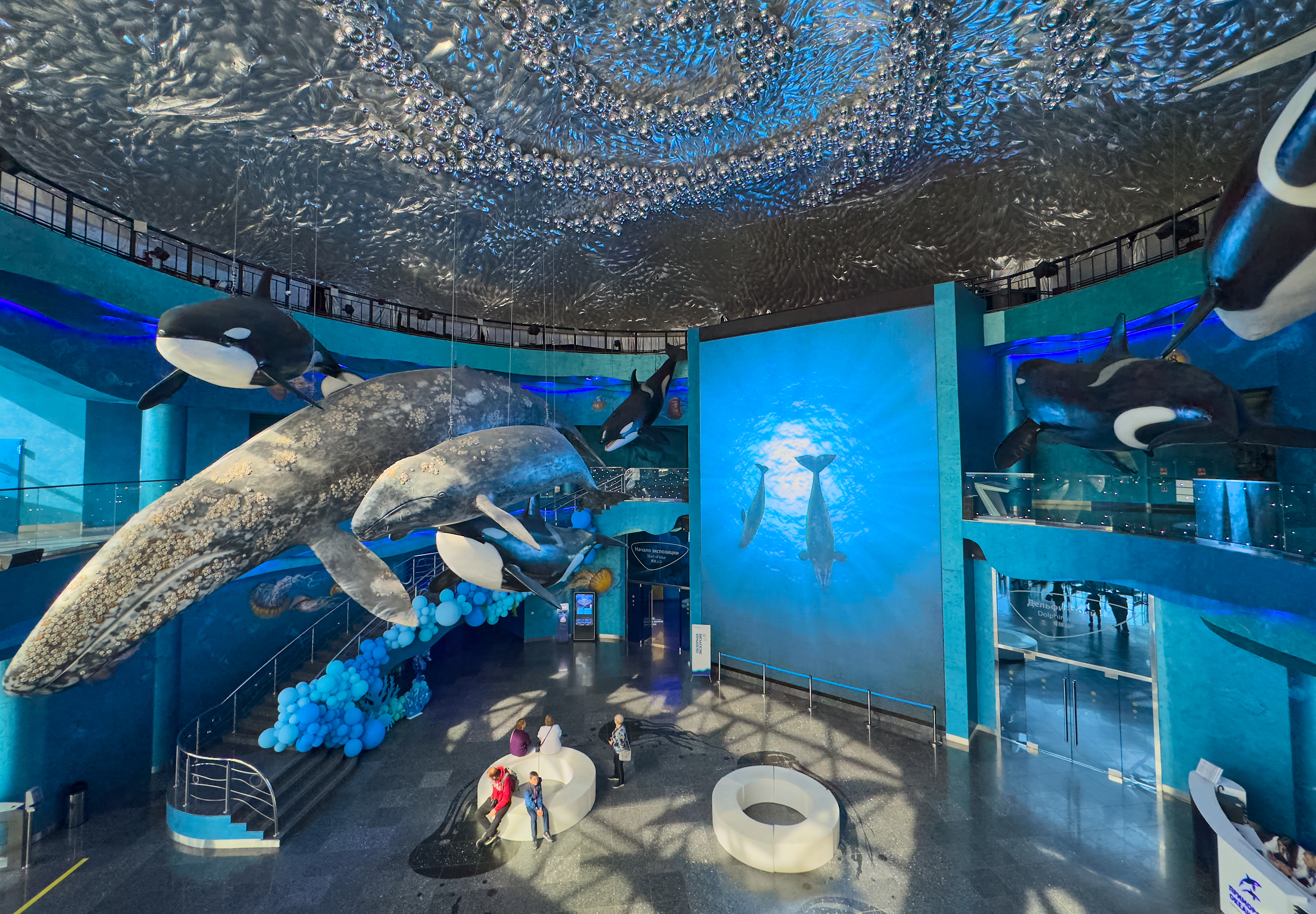
Холл главного корпуса
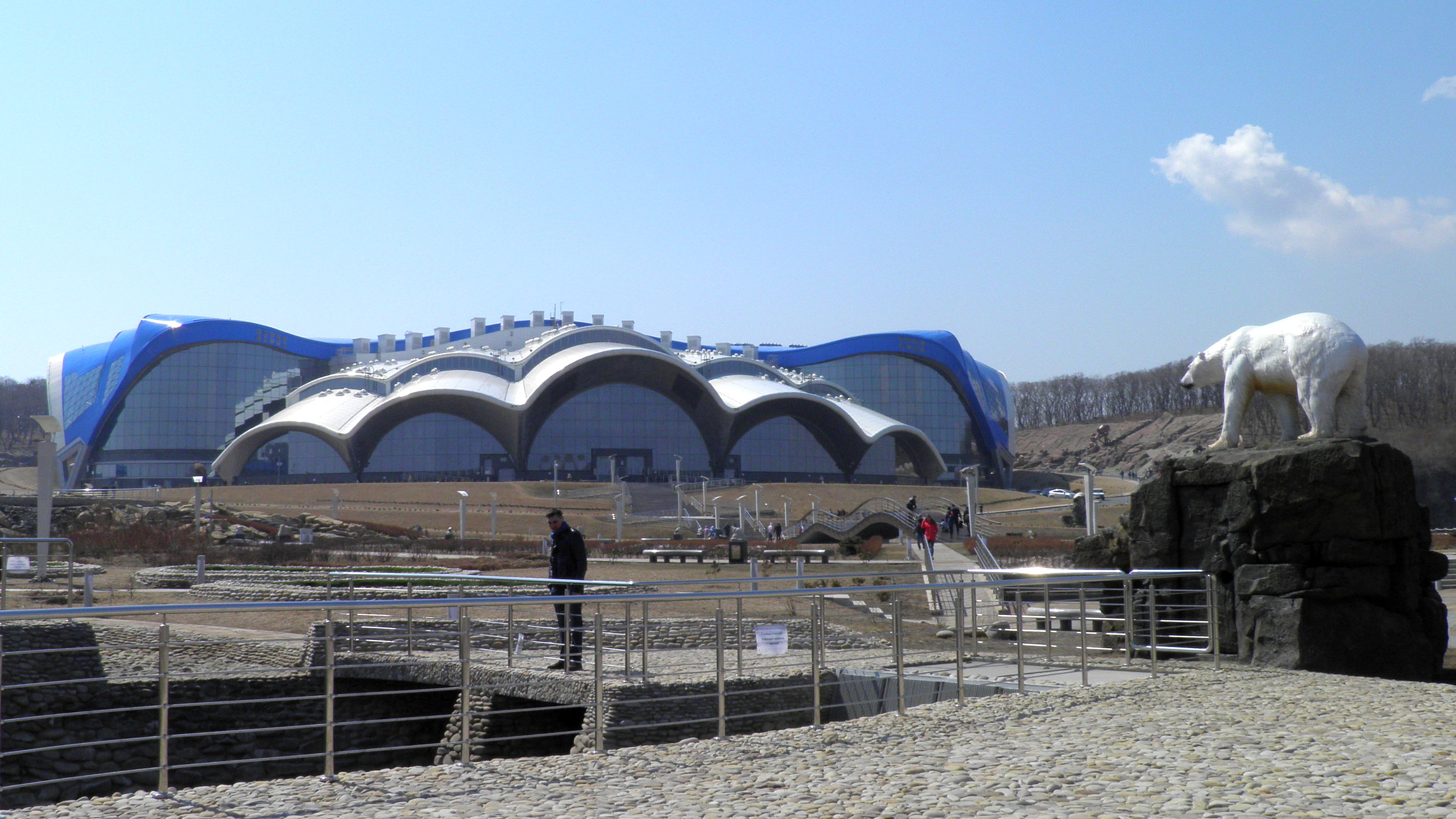
Главный корпус, вид сзади
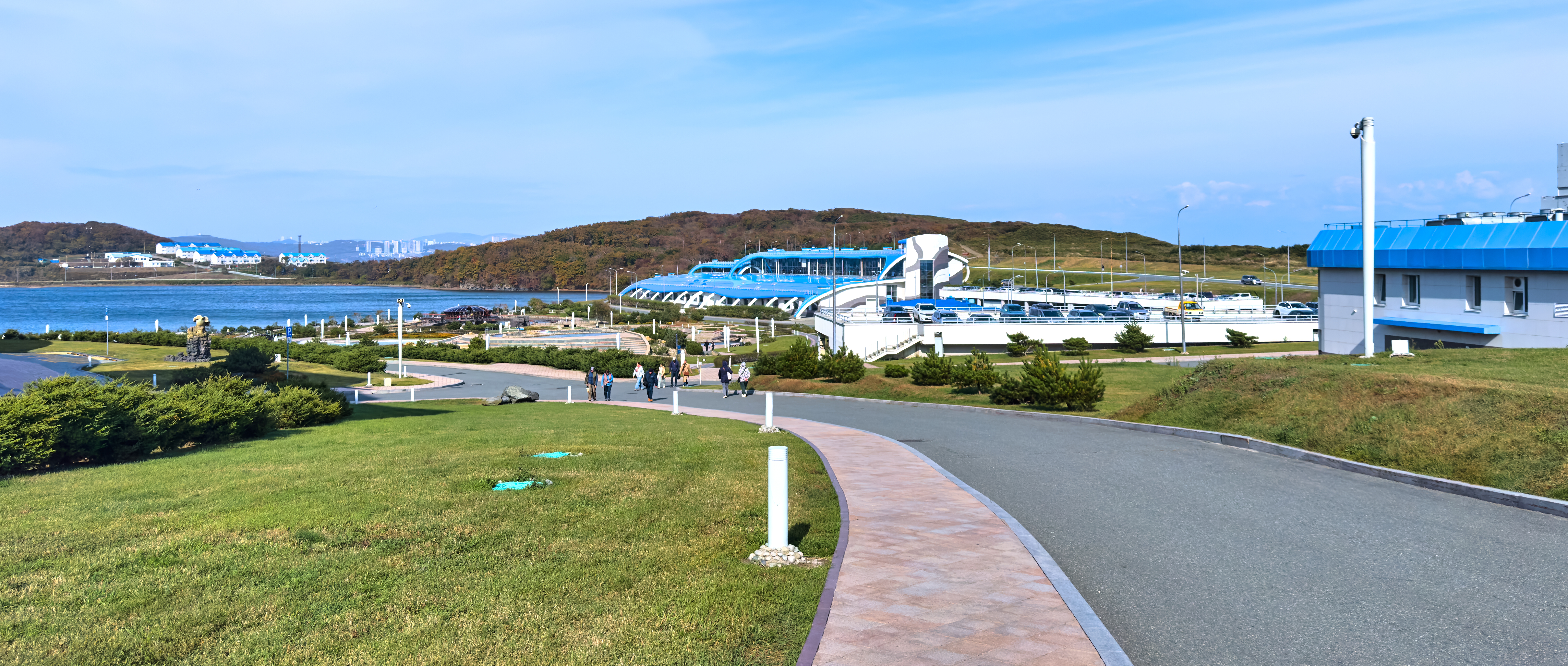
Научно-адаптационный корпус ДВО РАН
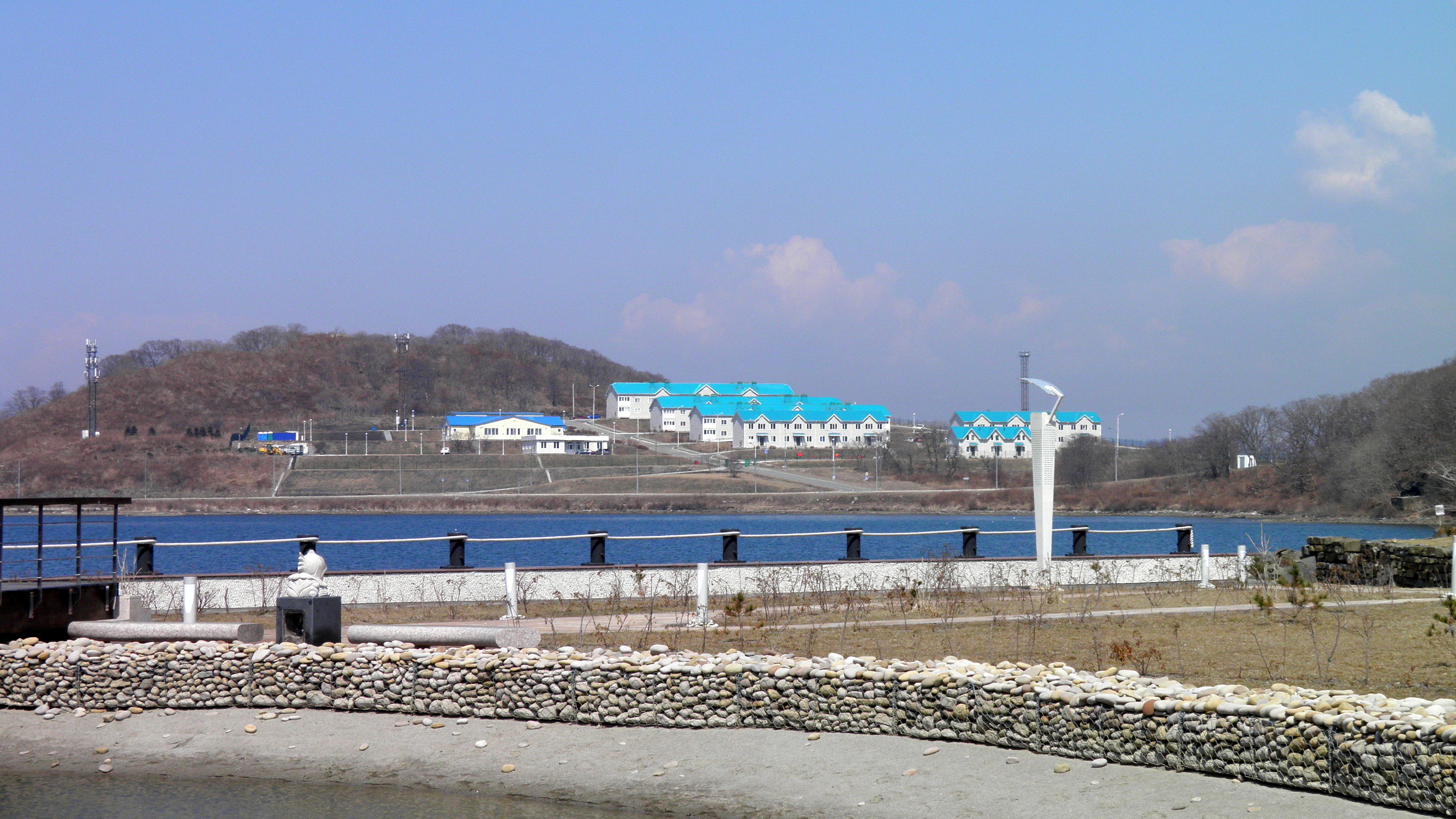
Жилые дома на улице Академика Касьянова
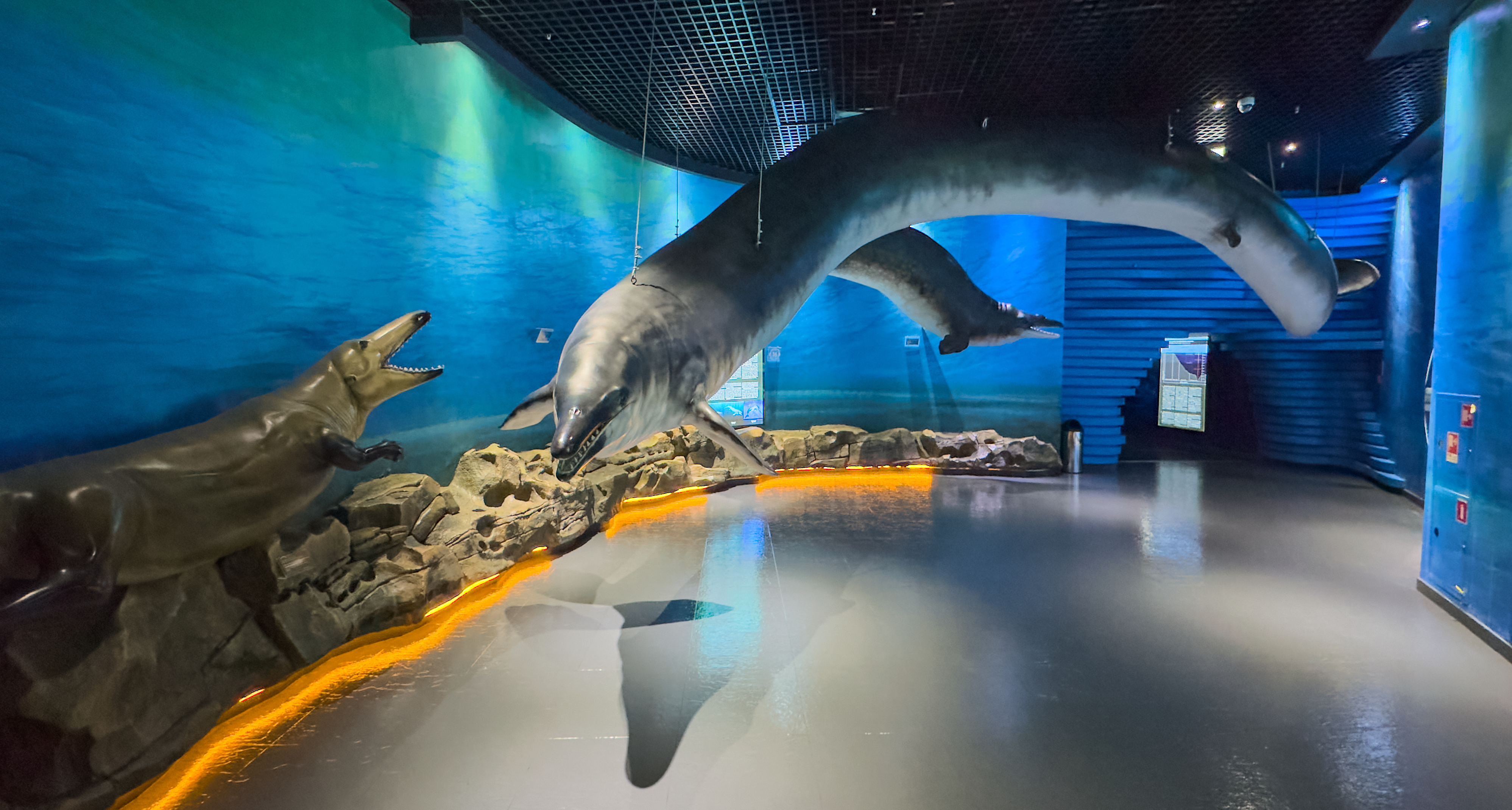
Экспозиция «Эволюция жизни в океане»

Обитатели океанариума
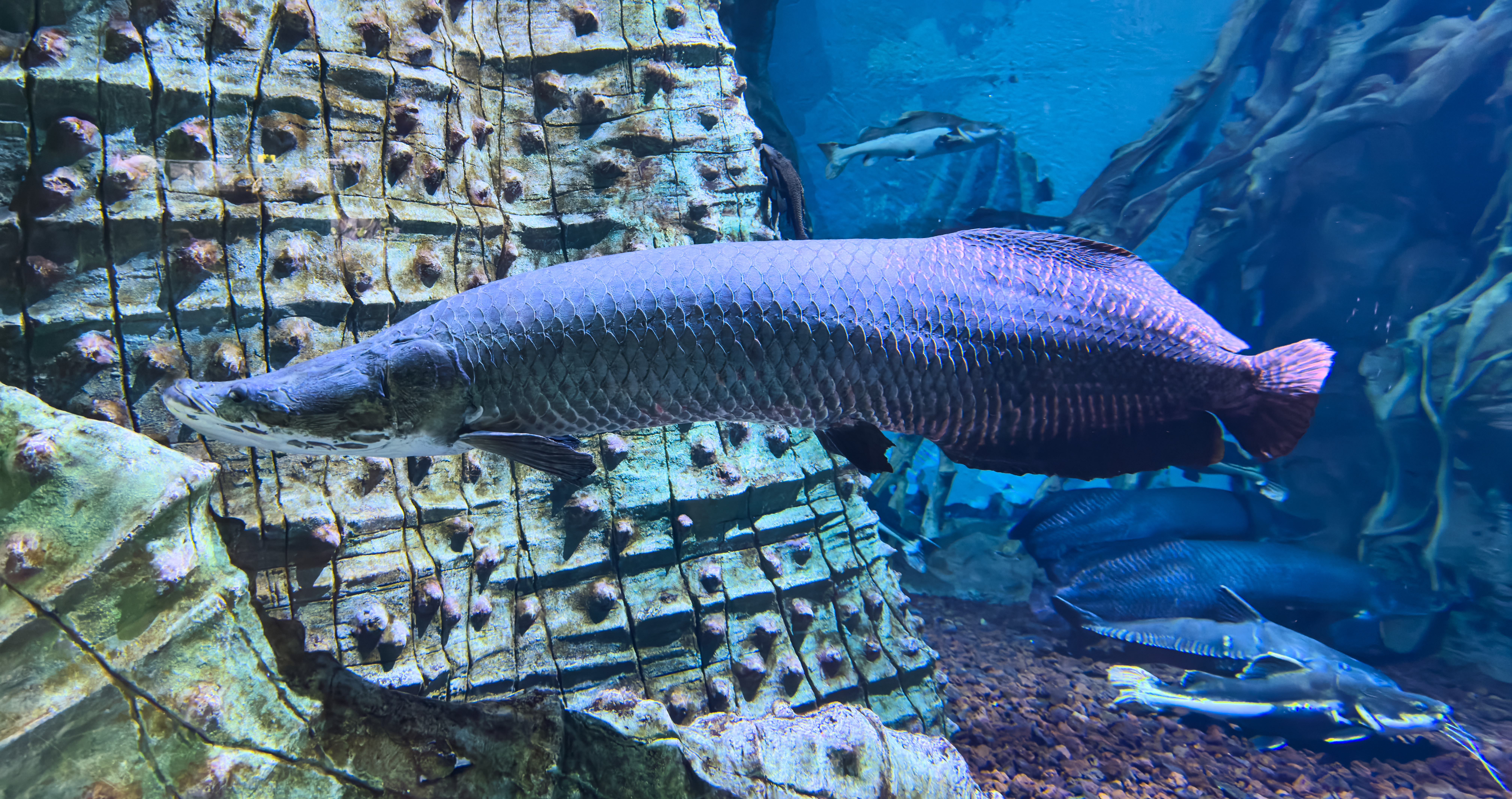
Арапаима
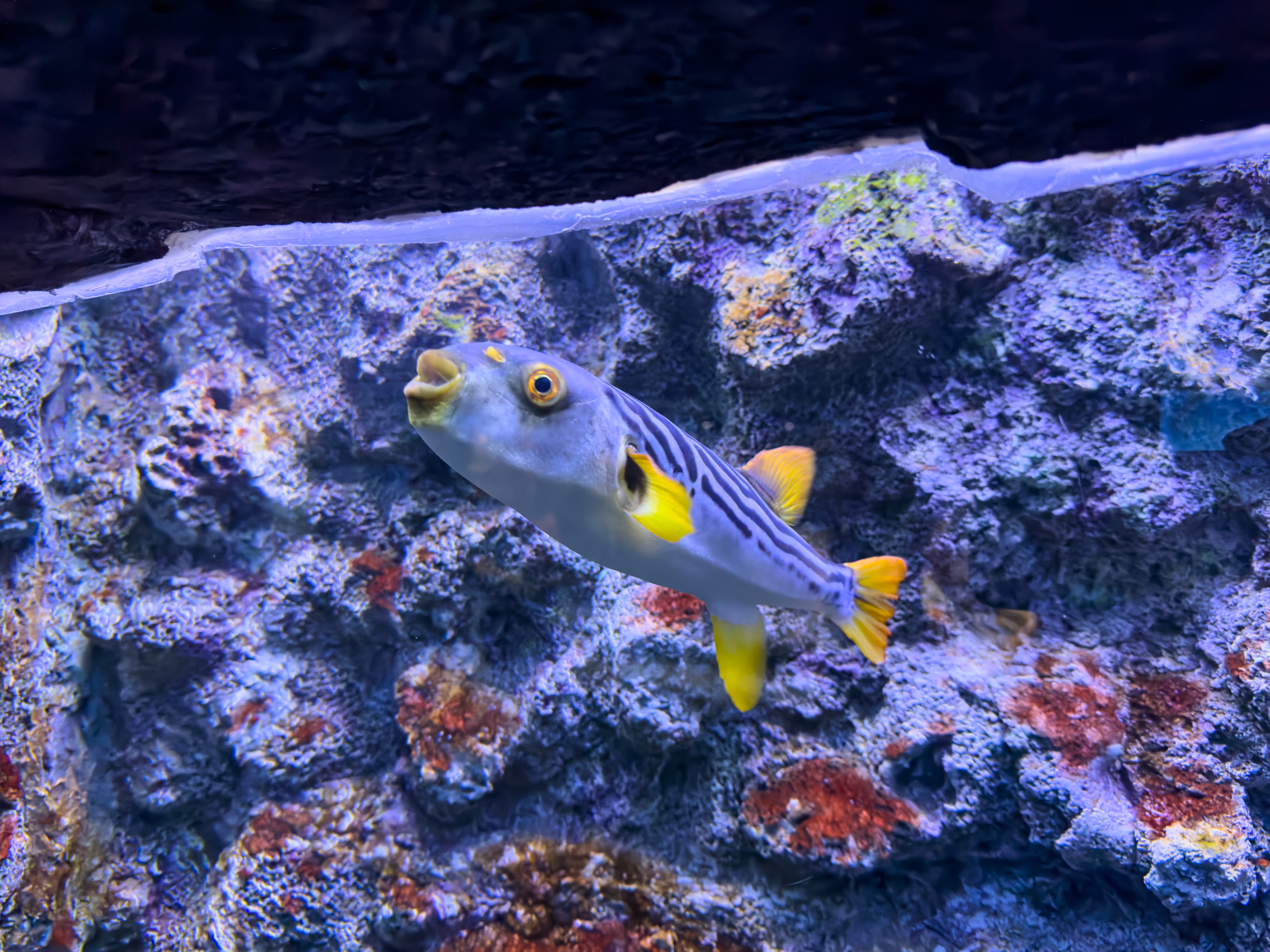
Желтопёрая рыба-собака
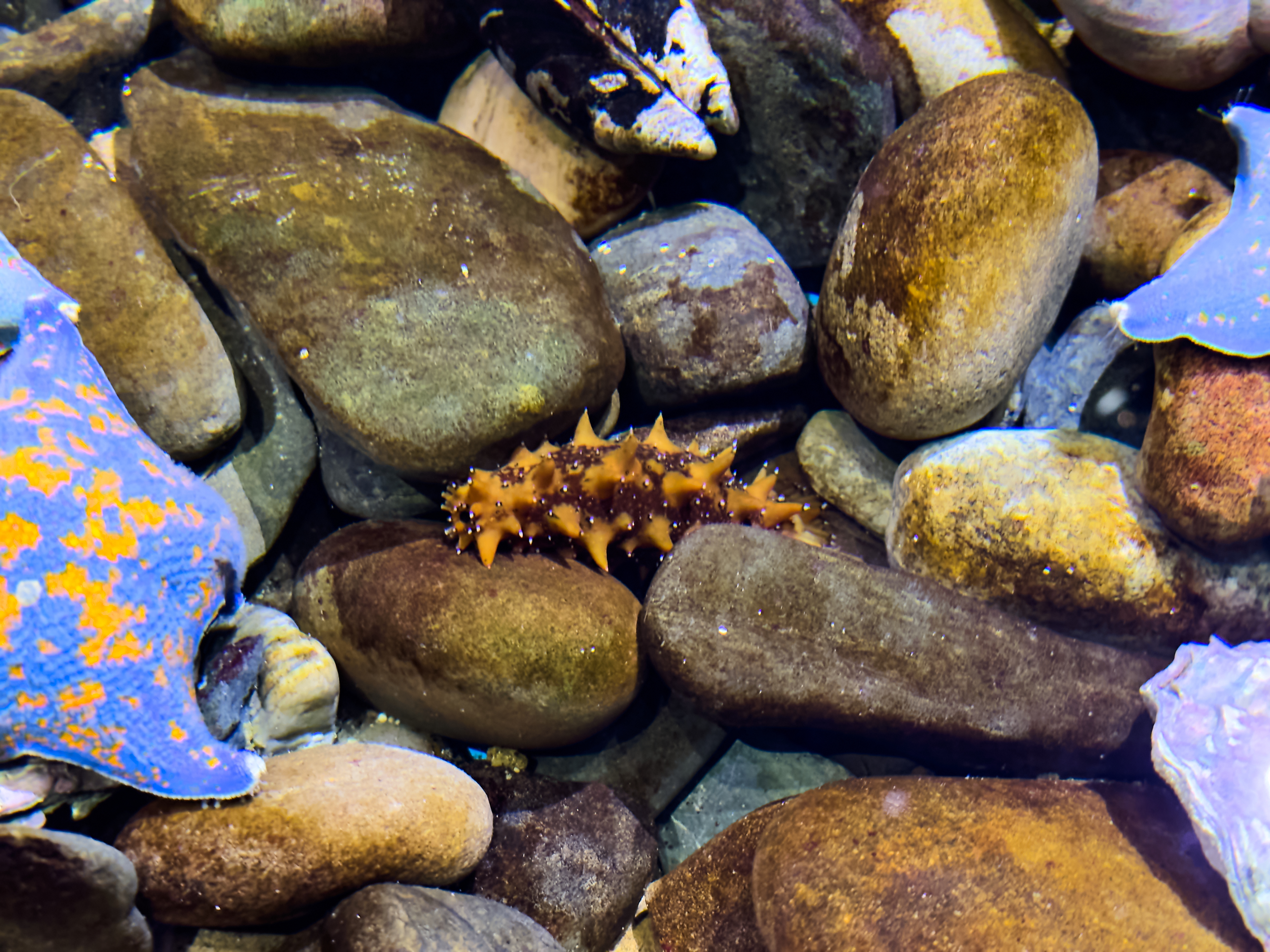
Дальневосточный трепанг
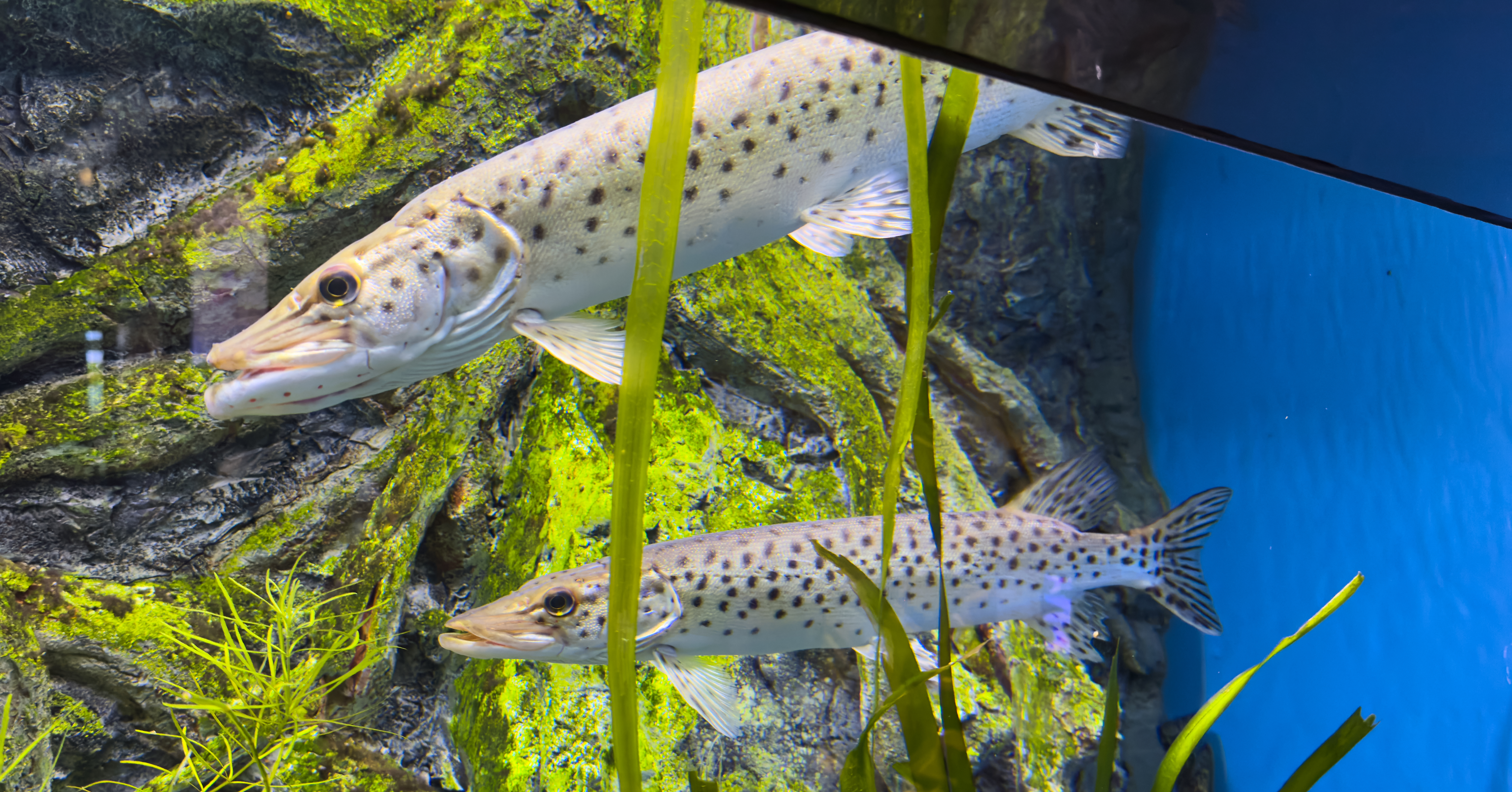
Амурская щука
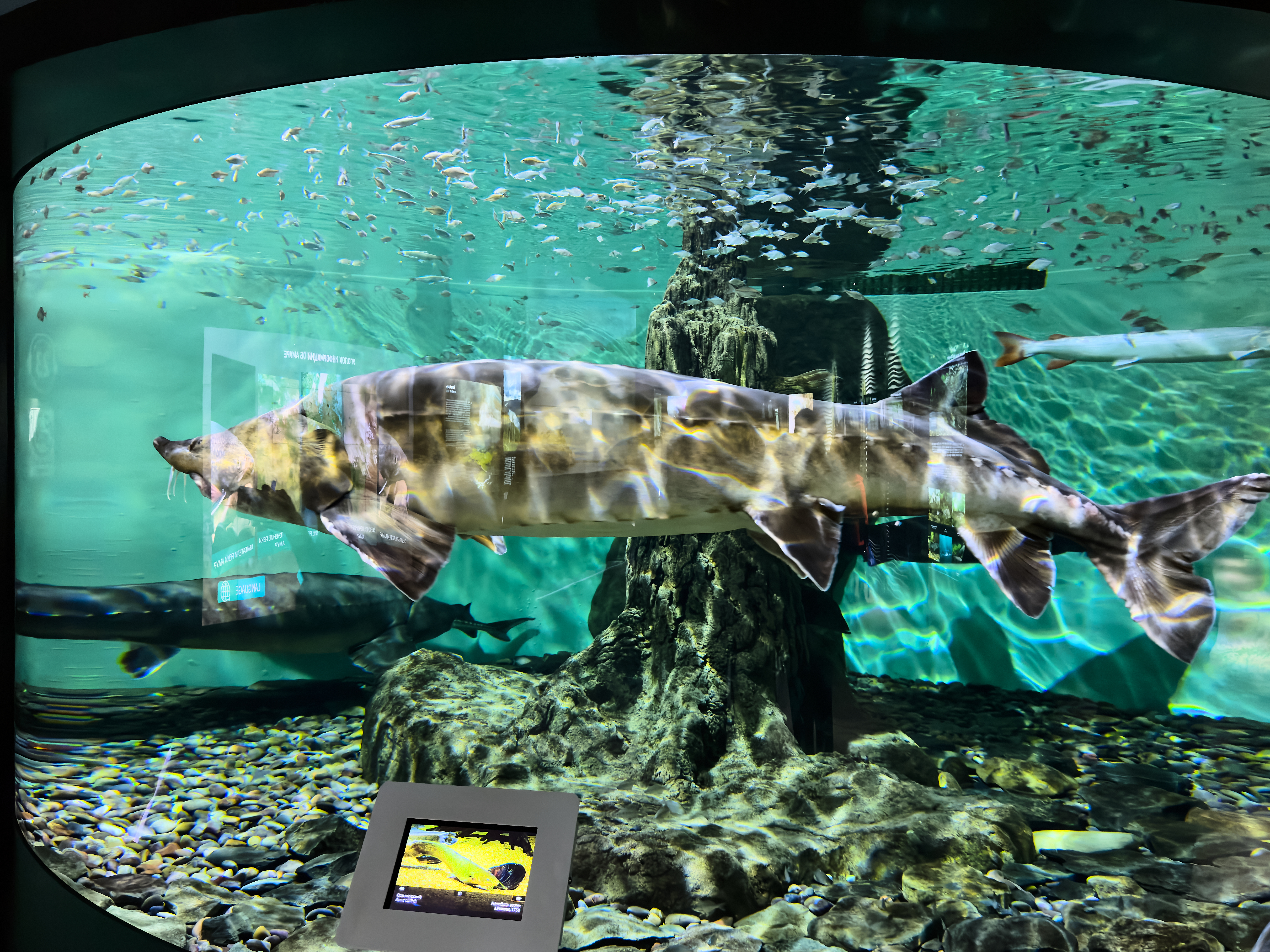
Калуга
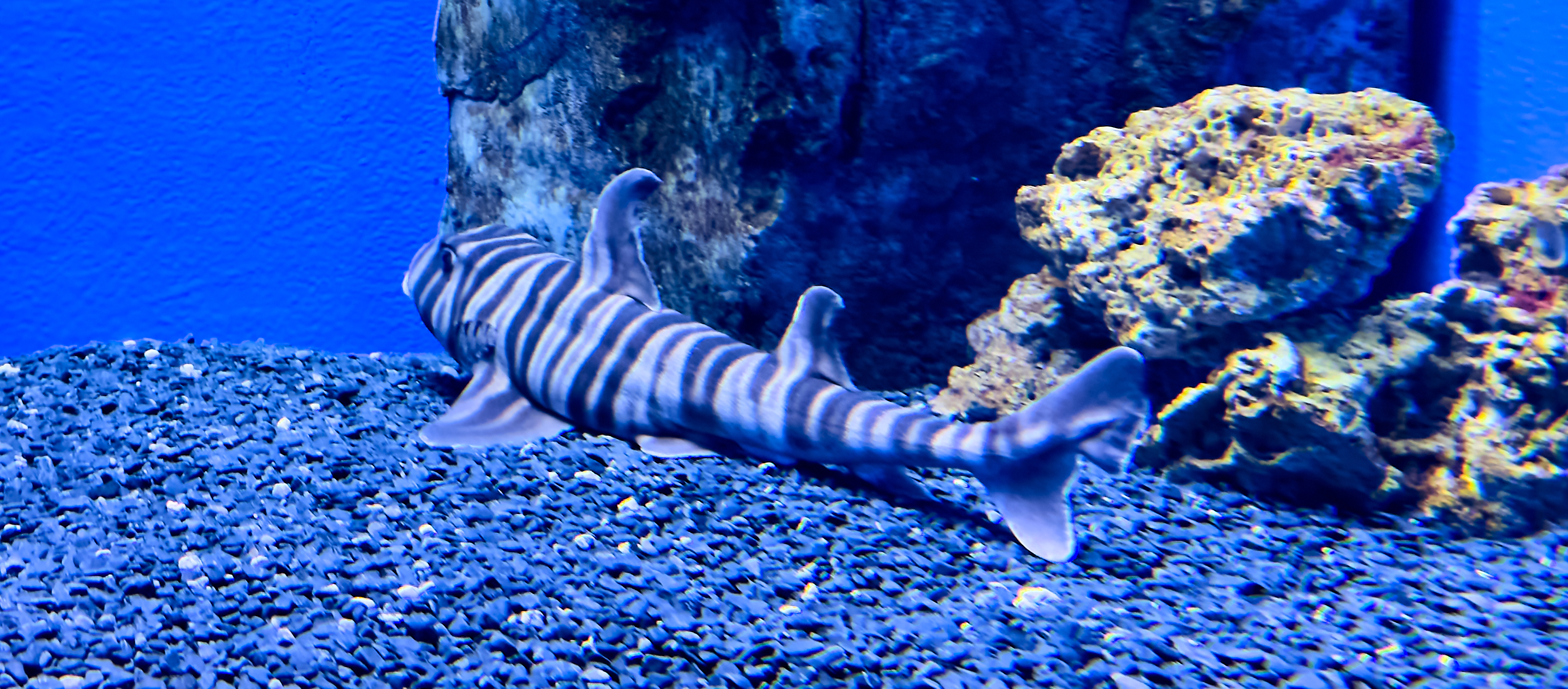
Зебровидная бычья акула
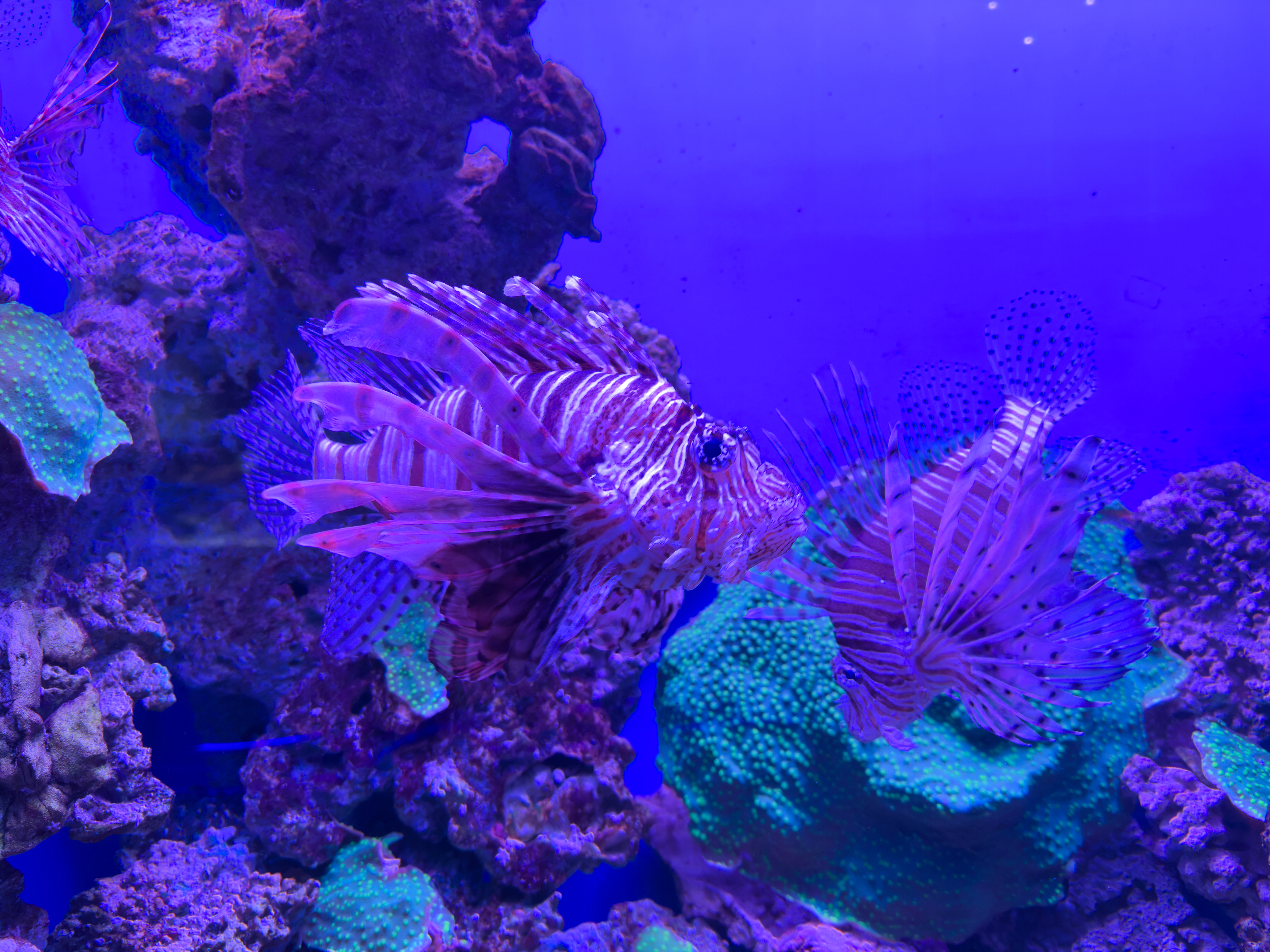
Полосатая крылатка

## Адрес
690922, г. Владивосток, остров Русский, полуостров Житкова, улица Академика Касьянова, 25.